# Semiothisa placida
Semiothisa placida là một loài bướm đêm trong họ Geometridae.